# Peine de mort en Indonésie
La peine de mort est une sanction légale applicable et appliquée en Indonésie.
Bien qu'elle soit encourue pour meurtre, elle n'est généralement appliquée dans ce cas que s'il y a eu préméditation, actes de barbarie ou plusieurs itérations, la majorité des sentences de mort rendues et exécutées (uniquement par fusillade) dans le pays l'étant pour trafic de drogues.
En décembre 2022, plus de 452 personnes se trouvaient dans le couloir de la mort en Indonésie.

## Procédure

### Procédure judiciaire
Un panel de trois juges examine en premier ressort une éventuelle condamnation à la peine de mort. L'Indonésie est un pays dont les lois pénales autorisent les condamnés à faire appel (mais leur peine peut aussi être aggravée dans ce cas), puis à se pourvoir devant la Cour suprême.

### Couloir de la mort et exécutions
Les prisons où sont incarcérés les condamnés à la peine capitale sont sujettes à des mesures drastiques de sécurité lorsqu'une exécution est prévue. Le condamné est averti de l'exécution de la sentence 72 heures à l'avance, sachant que celle-ci a lieu à minuit. Il a le choix entre la position assise et debout et entre avoir les yeux bandés ou la tête nue.
Comme au Japon, les condamnés indonésiens à exécuter sont choisis selon la gravité de leur crime plutôt que selon l'ancienneté de leur condamnation. Par exemple, Marinus Riwu et ses complices ont été condamnés en 2001 et exécutés dès 2006, alors que Sumiarsih et son fils n'ont été exécutés qu'en 2008, après vingt ans dans le couloir de la mort. Le gouvernement indonésien, très actif pour éviter la peine de mort à ses ressortissants à l'étranger[réf. nécessaire], ne suit pas les mêmes orientations sur son territoire.

## Exécutions depuis 2001
| Criminel          | Date              | Méthode(s)          | Crime(s)                                                  | Présidence               |
| ----------------- | ----------------- | ------------------- | --------------------------------------------------------- | ------------------------ |
| Gerson Pandie     | 19 mai 2001       | Peloton d'exécution | Meurtre d'un couple et de leurs deux enfants.             | Abdurrahman Wahid        |
| Fredik Soru       | 19 mai 2001       | Peloton d'exécution | Meurtre d'un couple et de leurs deux enfants.             | Abdurrahman Wahid        |
| Ayodhya Chaubey   | 5 août 2004       | Peloton d'exécution | Trafic de drogue.                                         | Megawati Sukarnoputri    |
| Namsong Sirilak   | 1er octobre 2004  | Peloton d'exécution | Trafic de drogue.                                         | Megawati Sukarnoputri    |
| Saelow Praesert   | 1er octobre 2004  | Peloton d'exécution | Trafic de drogue.                                         | Megawati Sukarnoputri    |
| Astini            | 20 mars 2005      | Peloton d'exécution | Meurtre et démembrement de trois femmes.                  | Susilo Bambang Yudhoyono |
| Turmudi Kasturi   | 13 mai 2005       | Peloton d'exécution | Meurtre de quatre personnes de sa famille.                | Susilo Bambang Yudhoyono |
| Marinus Riwu      | 22 septembre 2006 | Peloton d'exécution | Meurtre de soixante dix-personnes dans des émeutes.       | Susilo Bambang Yudhoyono |
| Fabianus Tibo     | 22 septembre 2006 | Peloton d'exécution | Meurtre de soixante dix-personnes dans des émeutes.       | Susilo Bambang Yudhoyono |
| Domingus da Silva | 22 septembre 2006 | Peloton d'exécution | Meurtre de soixante dix-personnes au cours d'émeutes.     | Susilo Bambang Yudhoyono |
| Ayub Bulubili     | 28 avril 2007     | Peloton d'exécution | Meurtre de six personnes d'une même famille.              | Susilo Bambang Yudhoyono |
| Samuel Iwachekawu | 26 juin 2008      | Peloton d'exécution | Trafic de drogue.                                         | Susilo Bambang Yudhoyono |
| Hansen Nwaoysa    | 26 juin 2008      | Peloton d'exécution | Trafic de drogue.                                         | Susilo Bambang Yudhoyono |
| Ahmad Suraji      | 11 juillet 2008   | Peloton d'exécution | Meurtre de quarante-deux femmes lors de rituels occultes. | Susilo Bambang Yudhoyono |
| Tubagus Maulana   | 18 juillet 2008   | Peloton d'exécution | Meurtre de huit villageois après les avoir volés.         | Susilo Bambang Yudhoyono |
| Sumiarsih         | 19 juillet 2008   | Peloton d'exécution | Meurtre de cinq membres de sa famille par vengeance.      | Susilo Bambang Yudhoyono |
| Suseng            | 19 juillet 2008   | Peloton d'exécution | Meurtre de cinq membres de sa famille par vengeance.      | Susilo Bambang Yudhoyono |
| Alex Bulo         | 8 août 2008       | Peloton d'exécution | Meurtre de quatre personnes dont un codétenu.             | Susilo Bambang Yudhoyono |
| Imam Samudra      | 9 novembre 2008   | Peloton d'exécution | Meurtre en 2002 de deux-cent-deux personnes.              | Susilo Bambang Yudhoyono |
| Amrozi Gufron     | 9 novembre 2008   | Peloton d'exécution | Meurtre en 2002 de deux-cent-deux personnes.              | Susilo Bambang Yudhoyono |
| Ali Gufron        | 9 novembre 2008   | Peloton d'exécution | Meurtre en 2002 de deux-cent-deux personnes.              | Susilo Bambang Yudhoyono |
| Adami Wilson      | 15 mars 2013      | Peloton d'exécution | Trafic de drogue.                                         | Susilo Bambang Yudhoyono |
| Jurit Abdullah    | 17 mai 2013       | Peloton d'exécution | Meurtre d'un homme en le décapitant.                      | Susilo Bambang Yudhoyono |
| Ibrahim Ujang     | 17 mai 2013       | Peloton d'exécution | Meurtre d'un homme en le décapitant.                      | Susilo Bambang Yudhoyono |
| Suryadi Swabhuana | 17 mai 2013       | Peloton d'exécution | Meurtres.                                                 | Susilo Bambang Yudhoyono |
| Muhammad Hafeez   | 17 novembre 2013  | Peloton d'exécution | Trafic de drogue.                                         | Susilo Bambang Yudhoyono |
| Ang Kiem Soei     | 18 janvier 2015   | Peloton d'exécution | Trafic de drogue.                                         | Joko Widodo              |
| Marco Moreira     | 18 janvier 2015   | Peloton d'exécution | Trafic de drogue.                                         | Joko Widodo              |
| Daniel Enemuo     | 18 janvier 2015   | Peloton d'exécution | Trafic de drogue.                                         | Joko Widodo              |
| Denis Namaona     | 18 janvier 2015   | Peloton d'exécution | Trafic de drogue.                                         | Joko Widodo              |
| Tran Bich Hanh    | 18 janvier 2015   | Peloton d'exécution | Trafic de drogue.                                         | Joko Widodo              |
| Rani Andriani     | 18 janvier 2015   | Peloton d'exécution | Trafic de drogue.                                         | Joko Widodo              |
| Myuran Sukumaran  | 29 avril 2015     | Peloton d'exécution | Trafic de drogue.                                         | Joko Widodo              |
| Andrew Chan       | 29 avril 2015     | Peloton d'exécution | Trafic de drogue.                                         | Joko Widodo              |
| Rodrigo Gularte   | 29 avril 2015     | Peloton d'exécution | Trafic de drogue.                                         | Joko Widodo              |
| Zainal Abidin     | 29 avril 2015     | Peloton d'exécution | Trafic de drogue.                                         | Joko Widodo              |
| Okwudili Oyatanze | 29 avril 2015     | Peloton d'exécution | Trafic de drogue.                                         | Joko Widodo              |
| Sylvester Nwolise | 29 avril 2015     | Peloton d'exécution | Trafic de drogue.                                         | Joko Widodo              |
| Raheem Salaami    | 29 avril 2015     | Peloton d'exécution | Trafic de drogue.                                         | Joko Widodo              |
| Martin Anderson   | 29 avril 2015     | Peloton d'exécution | Trafic de drogue.                                         | Joko Widodo              |
| Michael Igweh     | 28 juillet 2016   | Peloton d'exécution | Trafic de drogue.                                         | Joko Widodo              |
| Humphrey Ejike    | 28 juillet 2016   | Peloton d'exécution | Trafic de drogue.                                         | Joko Widodo              |
| Seck Osmane       | 28 juillet 2016   | Peloton d'exécution | Trafic de drogue.                                         | Joko Widodo              |
| Freddy Budiman    | 28 juillet 2016   | Peloton d'exécution | Trafic de drogue.                                         | Joko Widodo              |

## Cas marquants
L'attentat de Bali est l'attaque terroriste la plus meurtrière qu'ait connue l'Indonésie. Elle s'est produite le 12 octobre 2002 à Kuta sur l'île de Bali, faisant 202 morts et 209 blessés. La plupart des victimes étaient des touristes étrangers, principalement australiens. Trois personnes ont été condamnées à mort pour ce crime et s'apprêtaient à être exécutées avant le 1er septembre 2008 (date du début du Ramadan). Mais elles ont obtenu un report en contestant la méthode d'exécution par fusillade, qu'ils considèrent comme de la torture et demandant à être exécutés par injection létale ou par décapitation. Le 21 octobre 2008, la Cour a finalement ouvert la voie à l'exécution des terroristes arguant « qu'aucune méthode d'exécution n'est indolore » et que « la souffrance est une conséquence logique du processus de mort »[réf. nécessaire]. La date de l'exécution a été tenue secrète pour raison de sécurité. Les trois condamnés ont finalement été exécutés le 9 novembre 2008 à minuit (heure indonésienne).
On notera aussi la présence de deux Français dans les couloirs de la mort indonésiens : Serge Atlaoui (l'un des seuls français condamnés à mort dans le monde, avec un Louisianais qui a obtenu la nationalité française alors qu'il était déjà condamné à mort). Il entretenait des machines à ecstasy. Extradé le 4 février 2025, il obtient finalement une libération conditionnelle le 18 juillet de la même année
Félix Dorfin a également été condamné à mort le 20 mai 2019. Il avait été interpellé fin septembre à l'aeroport de Lombok en possession de près de quatre kilos de cocaïne, d'ecstasy et d'amphétamines dissimulés dans une valise à double fond.
La Cour suprême d'Indonésie avait également été amenée à se prononcer sur la peine de mort pour les trafiquants de drogue, qu'elle valida par cinq voix contre quatre[réf. nécessaire].
En avril 2009, Verry Idham Henyansyah dit Ryan, un Indonésien qui a confessé onze meurtres et s'apprête à sortir un disque de chansons écrites en prison, a été condamné à la peine de mort.